# Mediterran-Universität
Die Mediterran-Universität (montenegrinisch: Univerzitet Mediterran) ist die erste (gegründet 2006) private Universität in Montenegro mit Sitz in Podgorica und einem Standort in Bar. Sie ist Mitglied im Netzwerk der Balkan-Universitäten.

## Fakultäten
- Fakultät für Tourismus und Hotelmanagement
- Fakultät für Ökonomie, Finanzmanagement und Marketing
- Fakultät für Informationstechnologie
- Fakultät für Kommunikationsmittel, Design und Produktion
- Fakultät für Kommunikation, Sprachen
- Fakultät für Rechtswissenschaft